# Pristavica pri Velikem Gabru
Pristavica pri Velikem Gabru – wieś w Słowenii, w gminie Trebnje. W 2018 roku liczyła 112 mieszkańców.